# Intrigues en sous-sol
Intrigues en sous-sol est le 7e épisode de la saison 4 de la série télévisée Buffy contre les vampires.

## Résumé
Spike est retenu dans les sous-sols de l'Initiative, situés sous l'université de Sunnydale. L'Initiative a pour mission de capturer des HST (hostiles sub-terrestres) et de faire des expériences sur eux pour les rendre inoffensifs. Ainsi, une puce a été implantée dans la tête de Spike pour l'empêcher de faire du mal aux humains. Riley, quant à lui, se découvre des sentiments pour Buffy et demande conseil à Willow. Spike parvient à s'échapper et, après avoir brièvement retrouvé Harmony, repart aussitôt dans son obsession de tuer Buffy. Harmony est surprise plus tard par Alex qui apprend d'elle que Spike est revenu. Alex en informe Buffy alors que l'on découvre que Riley fait partie de l'Initiative et que c'est Maggie Walsh qui dirige cette organisation. 
L'Initiative envoie des équipes retrouver Spike alors que celui-ci obtient le numéro du dortoir de Buffy et Willow et y trouve cette dernière. Il essaie de la mordre mais une intense douleur à la tête l'en empêche à deux reprises. Il a alors une conversation avec Willow avant que celle-ci ne réussisse à lui échapper. Le commando de Riley repère Spike et coupe le courant dans le bâtiment au moment de capturer le vampire. Buffy intervient elle aussi et s'attaque à Riley et à son groupe en croyant qu'ils s'en prennent à Willow. Dans le noir et la confusion, Spike en profite pour s'échapper alors que Riley donne l'ordre à son équipe de battre en retraite, sans qu'il ait reconnu Buffy et vice versa.

## Production
Le titre de travail de l'épisode était Secret Agent Man avant d'être modifié car cela en révélait trop sur l'intrigue. Les scènes d'intérieur de l'Initiative, nécessitant un très grand décor pour plus de crédibilité, ont été filmées dans les usines Skunk Works où ont été assemblés des avions furtifs. Quand il a visionné les scènes tournées pour l'épisode, Joss Whedon s'est aperçu que Spike frappait beaucoup trop d'humains lors de son évasion et du combat dans le dortoir universitaire alors que la puce qu'on venait de lui implanter était justement censée éviter cela. Ces scènes ont donc ensuite été montées afin d'alléger au maximum cet aspect mais Whedon considère néanmoins cet incident comme « l'un des plus grands cafouillages » de toute la série.